# 陈氏宗祠 (海曙区)
陈氏宗祠位于位于中国浙江省宁波市海曙区古林镇西洋港村西洋港自然村，始建于明洪武十三年（1380年），现建筑为清代重建，主体坐北朝南，为合院式结构，由门厅、大殿、东西厢房及戏台等组成，石刻放置于宗祠之后，戏台位于门厅明间后部，内施藻井，厢房位于天井两侧，碑刻分别位于厢房大墙外侧，2010年9月以陈氏宗祠及石刻公布为鄞州区文物保护单位，2018年12月28日因行政区划调整公布为海曙区文物保护单位。